# Hanauer Landstraße
Die Hanauer Landstraße ist die wichtigste östliche Ausfallstraße in Frankfurt am Main. Sie verläuft über sieben Kilometer  von der Kreuzung Allerheiligentor, Friedberger- und Obermainanlage, der Grenze zwischen den Stadtteilen Innenstadt und Ostend, durch die Stadtteile Ostend und Fechenheim bis zur Stadtgrenze nach Bischofsheim (Maintal). Dort geht sie als Teil der Bundesstraße 8 in die Frankfurter Landstraße über. Die Gegend zwischen Osthafen und Mainkur ist ein traditioneller Standort Frankfurter Gewerbe- und Entsorgungsbetriebe.

## Geschichte
Die Hanauer Landstraße ist Teil einer historischen Handelsstraße, der Untermainstraße, die von der Mainmündung durch das Kinzigtal und in den Fuldaer Raum führte. 1765 wurde die Straße zur kurhessischen Chaussee ausgebaut. An der Mainkur bei Fechenheim entstand eine Zollstation, die 1830 während der Hanauer Krawalle zerstört wurde. Hier fand die kurhessische Kontrolle an der Grenze zwischen Kurhessen und Frankfurt statt. 1870 begann mit der Eröffnung der Cassella-Werke die Industrialisierung der Straße. Weitere Betriebe waren Voigt & Haeffner, die Milchwerke Osthafen (Moha), Torpedo-Werke (Fahrräder) und die Brauerei Frankfurter Brauhaus AG. Von 1961 bis 2003 war in der Hanauer Landstraße, nahe dem Ostbahnhof, die – bis zum Abriss und dem Bau des Brandschutz-, Katastrophenschutz- und Rettungsdienstzentrum im Stadtteil Eckenheim – größte Feuerwache in Frankfurt.
Das Gebiet um den Frankfurter Osthafen, dessen wichtigste Straße die Hanauer Landstraße ist, befindet sich seit den späten 1980er Jahren im Wandel. Ein Großteil von Industriebetrieben wurde durch Autohäuser und Dienstleistungsunternehmen verdrängt. Viele Flachbauten von Automobilvertriebsfirmen wurden bereits nach einem Jahrzehnt wieder abgerissen und durch mehrgeschossige Bauten ersetzt. Nachdem in der Bürostadt Niederrad Büros durch Wohnungen ersetzt wurden, wichen diese vermehrt auf die Hanauer Landstraße aus, auch solche mit großem Platzbedarf, so befinden sich Teile des weltweit größten Internetknotens DE-CIX nicht nur an der Mainzer Landstraße, sondern auch an der Hanauer. Die zahlreichen Büroarbeitsplätze führten wiederum zum Bau großer Wohnanlagen insbesondere auf der Rückseite des Ostbahnhofs.

## Bedeutung für den Verkehr
Die Hanauer Landstraße bildet für den Verkehr die direkte Verbindung zwischen der Frankfurter Innenstadt und dem Fechenheimer Mainbogen an der Mainkur. Teile der Straße dienen dem überregionalen Verkehr und gehören dort zur Bundesstraßen 8 und 40.
Die Straße verläuft zwischen den Güterverkehrszentrum der Bahn und dem Osthafen parallel und hat somit für den Umschlag von Gütern eine gewisse Bedeutung.
Die Hanauer Landstraße wird auf ganzer Länge von der Straßenbahnlinie 11 befahren und bis zur Hugo-Junkers-Straße auch von der Linie 12. Die Tram hat – außer auf dem Teilstück zwischen Ostbahnhof und der Kreuzung vor dem Ratswegkreisel (Station Riederhöfe) – eine eigene Trasse. Die Straße hat, ab Ostbahnhof, auf beiden Seiten einen eigenständigen Radweg.

## Verlauf
Zwischen dem Allerheiligentor und der Kreuzung Grusonstraße/Sonnemannstraße am Ostbahnhof ist die „Hanauer“ eine innerstädtische Wohn- und Geschäftsstraße.
Die Weiterführung ab dem Bahndamm (Bahnlinie zur Deutschherrnbrücke) bis hin zur Anschlussstelle der A 661 beherbergt Büros und Autohäuser. Dieser Bereich war traditionell von Frankfurter Industriebetrieben geprägt, die teilweise durch eine Gentrifizierung verschwunden sind. An deren Stelle traten luxuriöse Büros und Filialbetriebe des Einzelhandels, darunter auch Autohaus-Ketten. Insgesamt gibt es über 20 Autohäuser an der Straße.
Der letzte Abschnitt ab der A 661 östlich stadtauswärts wurde einst durch die Großindustrie geprägt, an dessen Stelle sind Baumärkte und großflächige Lagerhallen getreten. An diesem Abschnitt befand sich früher auch die Zentrale des Versandhauses Neckermann.

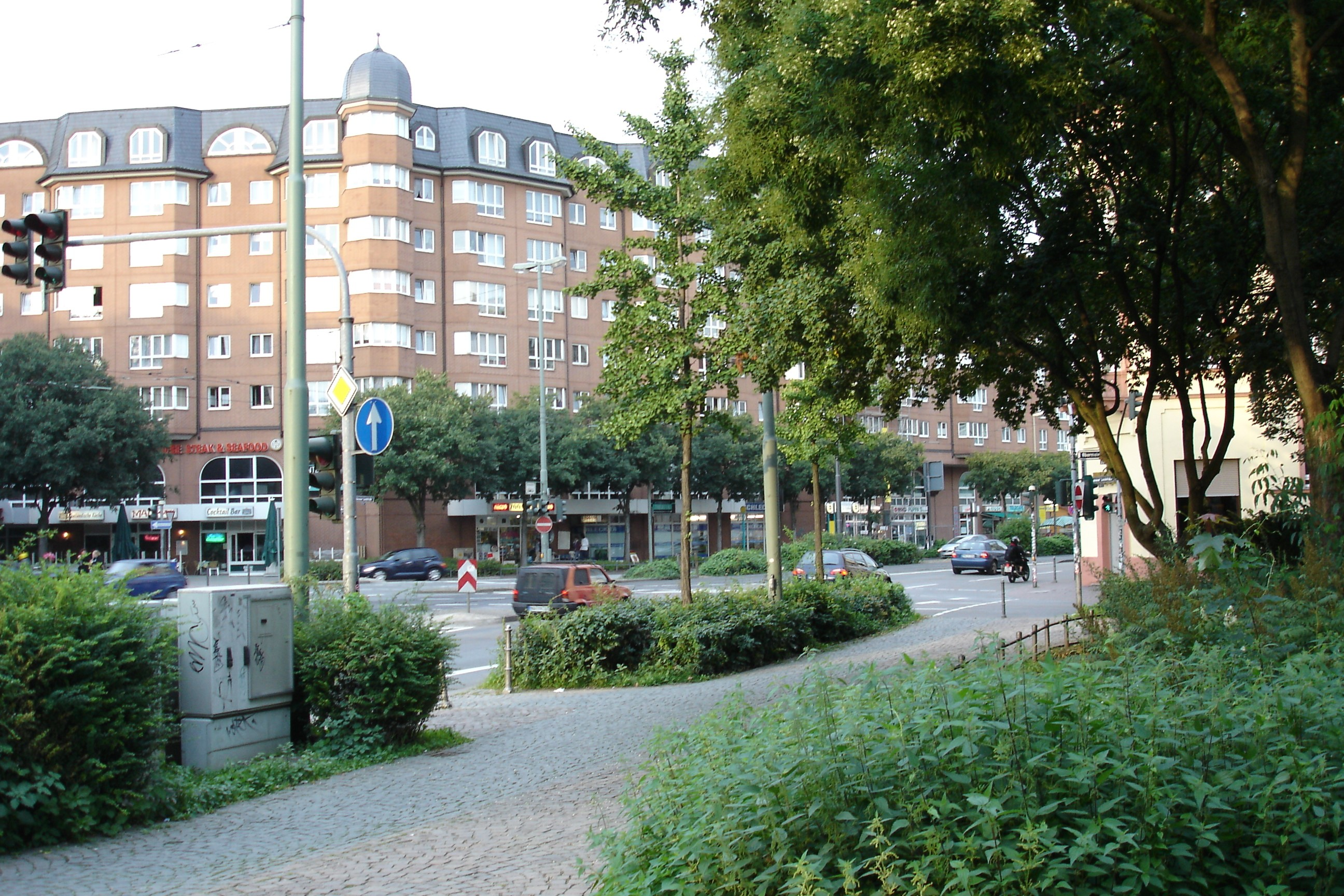
Beginn am Allerheiligentor
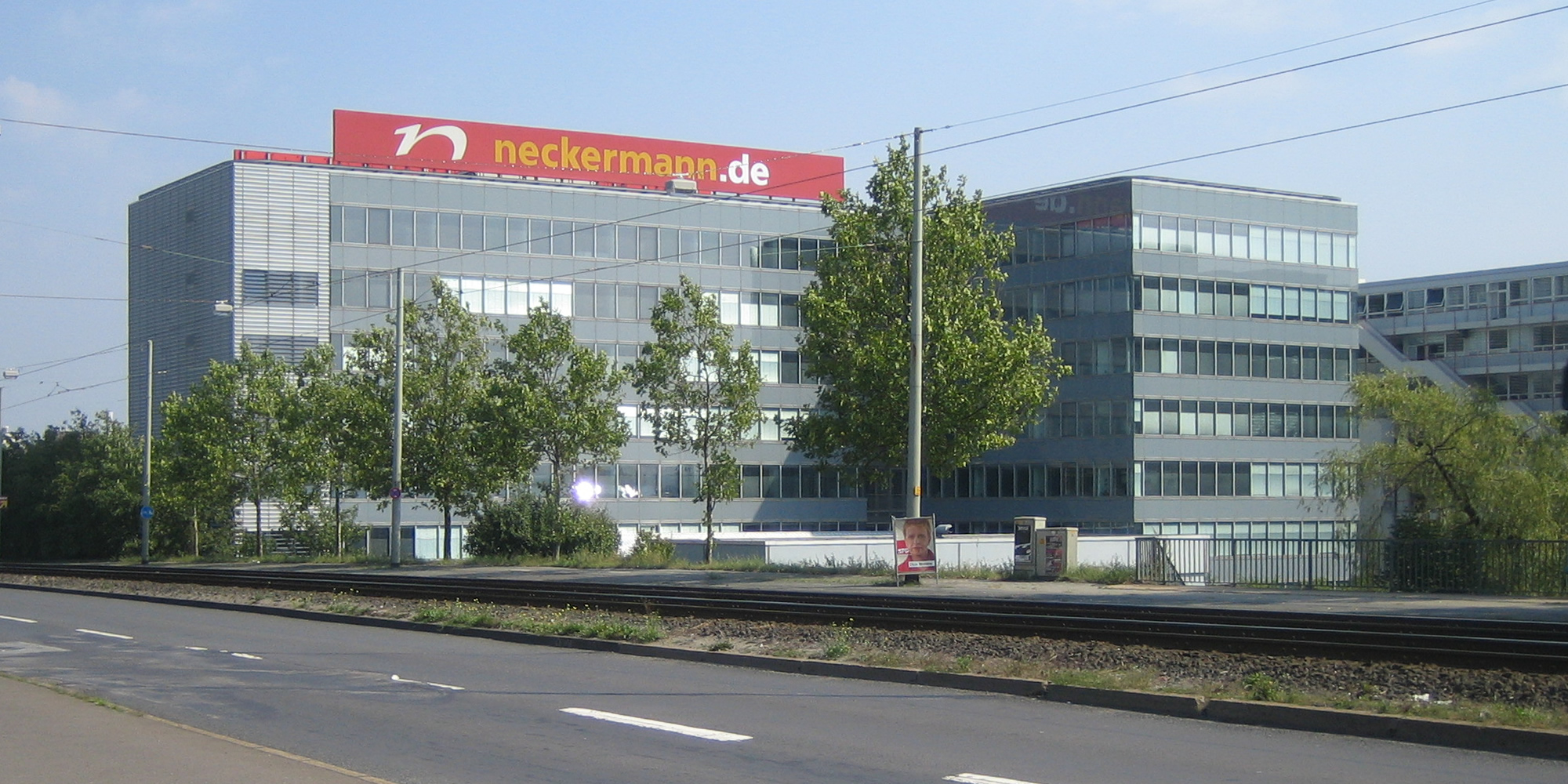
Das ehemalige Neckermann-Versandhaus
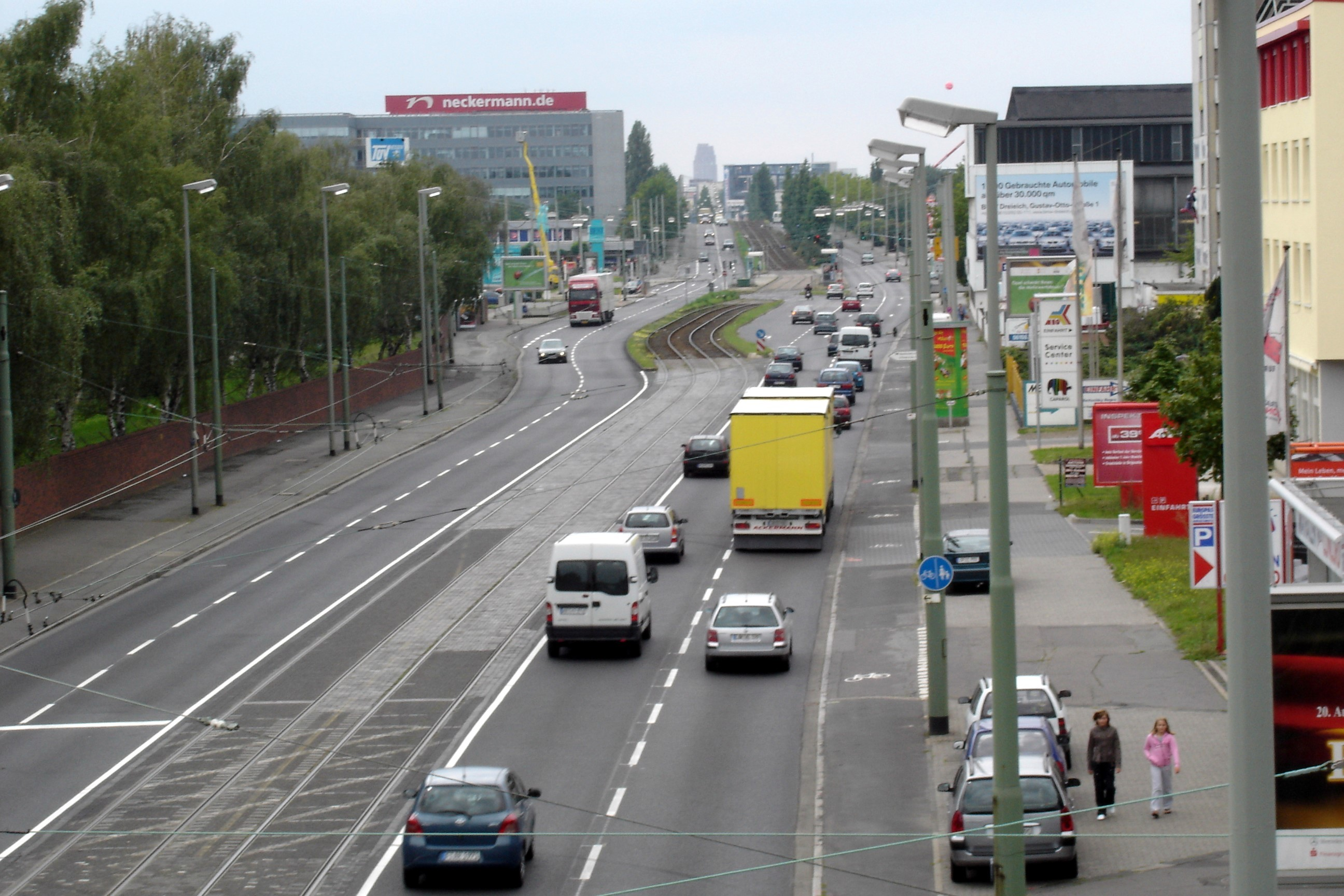
Blick von Cassellastraße Richtung Kaiserlei
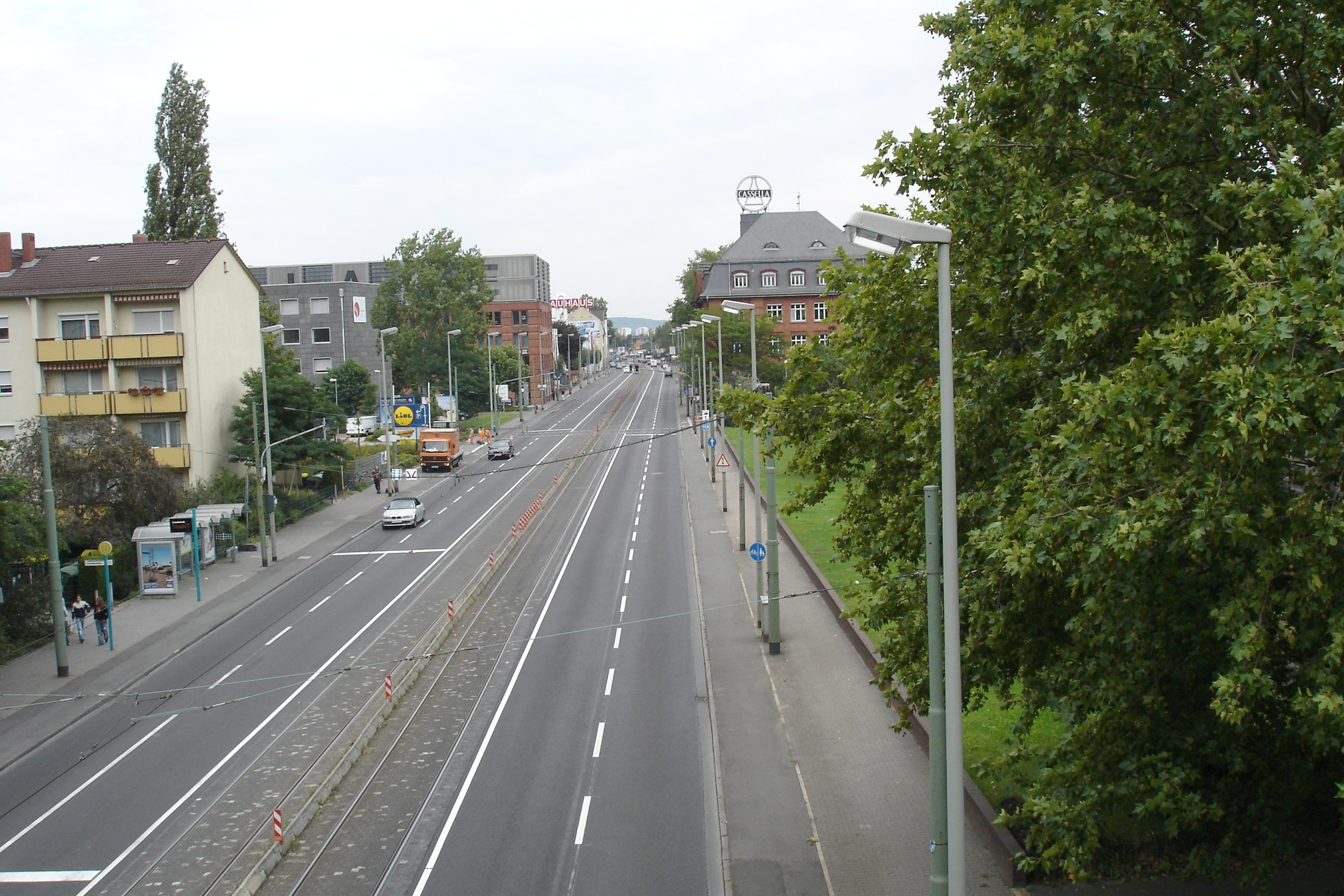
Blick von Cassellastraße Richtung Mainkur
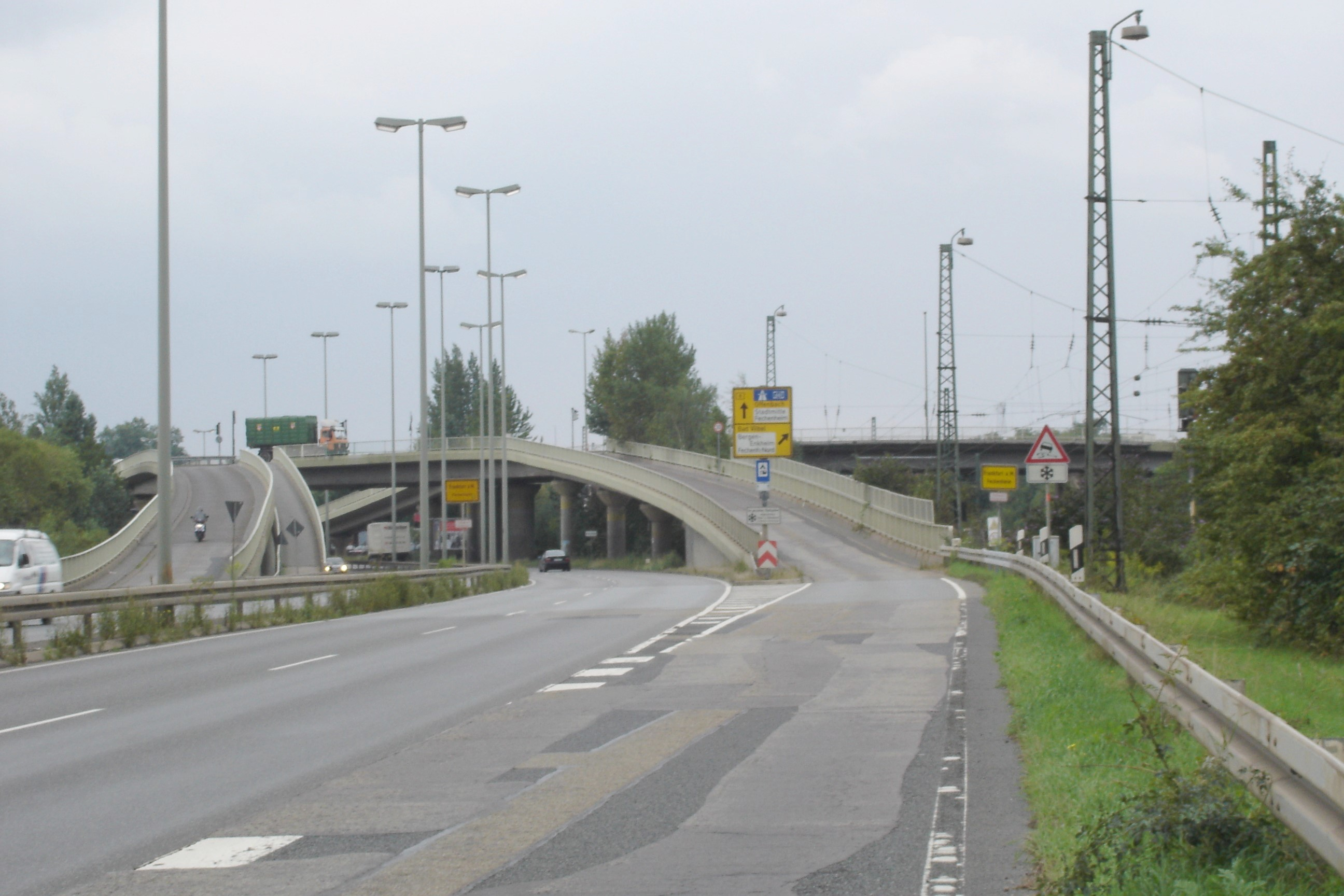
Ende der Straße, Blickrichtung Westen

### Ostend
Das Ostend wurde im Zweiten Weltkrieg bei den Luftangriffen auf Frankfurt am Main durch Fliegerbomben schwer zerstört. Die Bebauung an der unteren Hanauer Landstraße zeigt deshalb überwiegend die Architektur der Wiederaufbauzeit. In diesem Teil der Straße befinden sich einige Geschäfte zur Versorgung des Stadtteils.
Die nach Norden abzweigende Zobelstraße führt nach wenigen Schritten zum Heinrich-von-Gagern-Gymnasium und zum Zoo, die gegenüber nach Süden führende Windeckstraße zur ehemaligen Großmarkthalle, der heutigen Europäischen Zentralbank. An der Ecke zur Uhlandstraße befindet sich ein Eingang zum unterirdischen S-Bahnhof Ostendstraße der S-Bahn Rhein-Main.

### Osthafen

#### Unterhafen

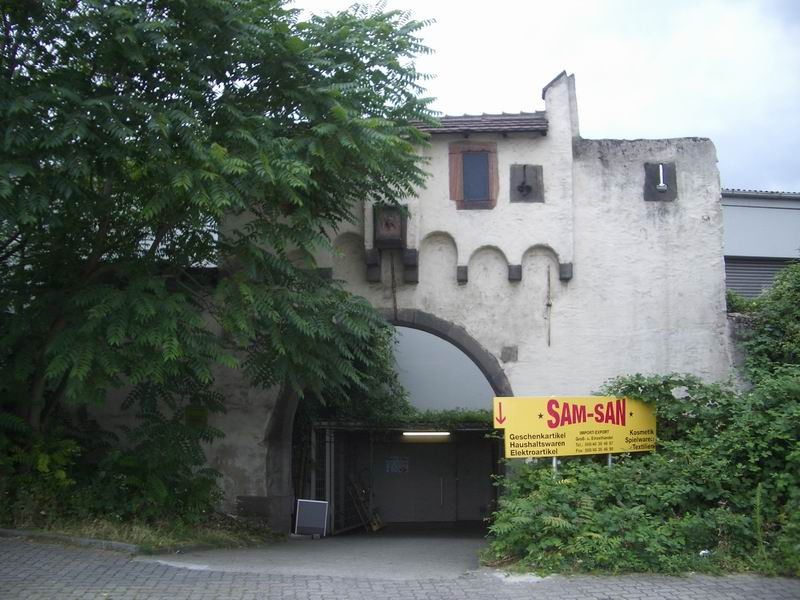
Riederhöfe

Jenseits der Unterführung unter der Bahnstrecke Frankfurt–Hanau beginnt das Hafengebiet des Osthafens. Die nach Süden abzweigende Honsellstraße führt in den südlichen Teil des Hafens, die am Osthafenplatz beginnende Lindleystraße in den nördlichen.
Die Hanauer Landstraße wird nun im Süden vom Hafengebiet, im Norden von der Bahnstrecke Frankfurt–Hanau mit dem Güterbahnhof Frankfurt Ost begleitet. Zum Beginn dieses Abschnitts befindet sich rechts die Produktion und der Verkauf der Rindswurst-Hersteller Gref-Völsing. In der Straße selbst befinden sich hier mehrere Autohäuser. Dieser Abschnitt der Straße hat sich in den letzten zehn Jahren stark verändert: In ehemalige Industriegebäude zogen Büros ein, der Straßenabschnitt nimmt immer mehr innerstädtischen Charakter an. Hier befinden sich jetzt unter anderem Hotels, Werbeagenturen, Einrichtungshäuser und die Romanfabrik Frankfurt.
An der Ecke zur Intzestraße, etwas südlich der Hanauer Landstraße, liegen die wenigen erhaltenen Reste der Riederhöfe, eines mittelalterlichen Hofguts an der Frankfurter Landwehr und das Geläng der Historischen Eisenbahn Frankfurt. In der Nähe verlief die Grenze zwischen der Grafschaft Hanau, später Kurhessen, und Frankfurt. Auf der Nordseite liegt die zentrale Gleiswerkstatt der Frankfurter Straßenbahn.

#### Oberhafen
Kurz darauf kreuzen der zur Kaiserleibrücke führende Ratsweg und die aufgeständerte Stadtautobahn A 661 die Hanauer Landstraße. Der Knotenpunkt ist als großer Kreisverkehr ausgestaltet, bekannt als Ratswegkreisel.
Die nach Süden abzweigenden Straßen Daimlerstraße und Benzstraße führen in den Oberhafen, den jüngsten Teil des Frankfurter Binnenhafens.
Dieser Straßenabschnitt ist breiter als der vorige, die industrielle Bebauung steht abseits der Straße.

### Fechenheim

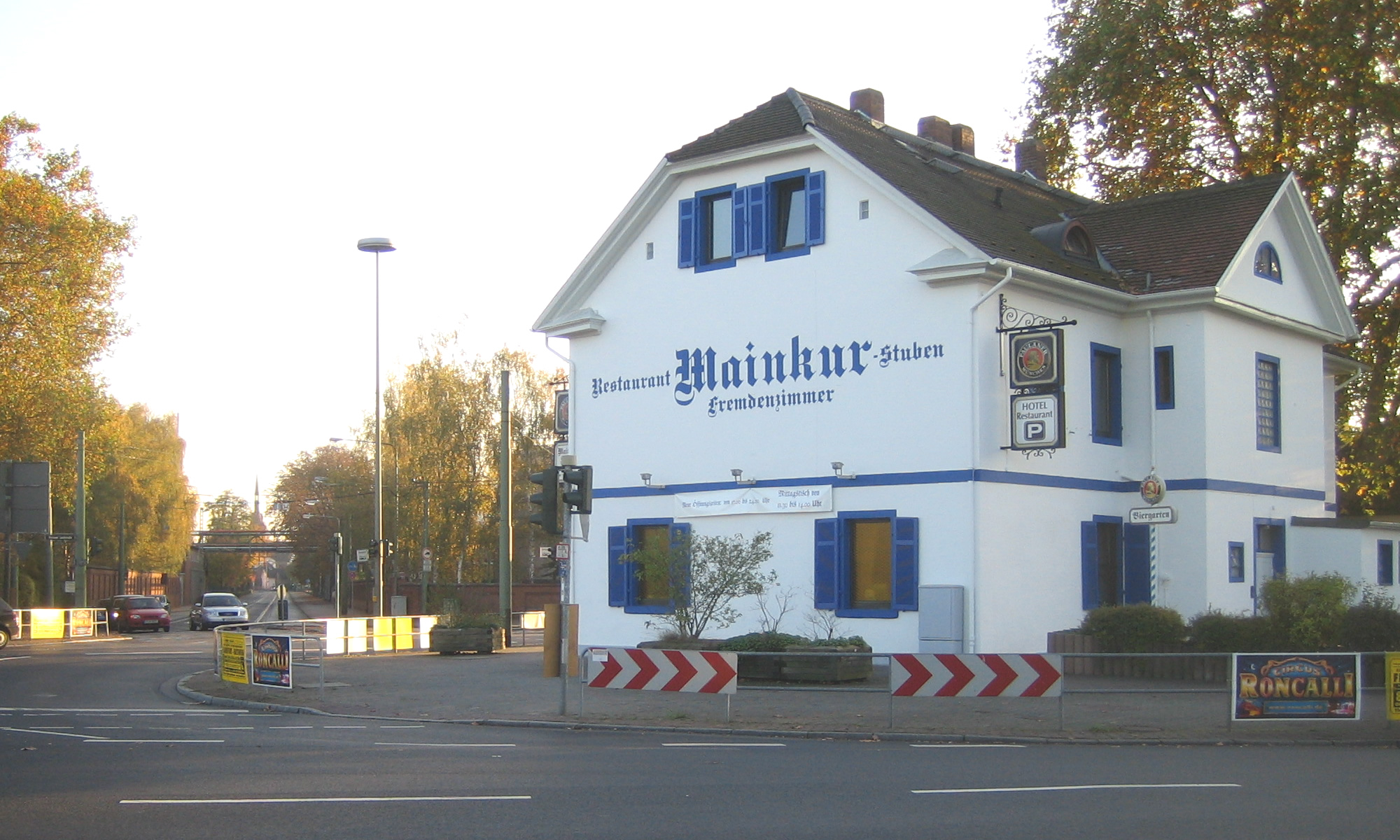
Gasthof Mainkur

Auf der südlichen Straßenseite folgt nun das 1960 bezogene, große ehemalige Gebäude der Hauptverwaltung des Neckermann Versands, ein Gebäude von Egon Eiermann, kurz darauf das Stammwerk des Chemieunternehmens Cassella Farbwerke Mainkur.
An der Straßeneinmündung der Hugo-Junkers-Straße endet die aus Frankfurt-Schwanheim kommende Straßenbahnlinie 12. Dafür befindet sich hier eine Wendeschleife.
An der Mainkur biegt die Straßenbahnlinie 11 rechts nach Süden in die Straße Alt-Fechenheim ab und links geht es zur Vilbeler Landstraße und zum Bahnhof Mainkur. Die Hanauer Landstraße wird zur Uferstraße am nördlichen Mainufer. Das letzte Haus mit der Hausnummer 587 befindet sich kurz vor einer Überführung, die die Querung der direkt benachbarten Gleise der Frankfurt-Hanauer Eisenbahn in Richtung Enkheim ermöglicht. Nach über einem Kilometer erreicht die Straße die Stadtgrenze zu Maintal und ändert ihren Namen in Frankfurter Landstraße.